# Osio Sopra
Osio Sopra (lombardul: Ös de Sura) település Olaszországban, Lombardia régióban, Bergamo megyében. Lakosainak száma 5210 fő (2023. január 1.). Osio Sopra Osio Sotto, Filago, Dalmine és Levate községekkel határos.

## Népesség
A település lakossága az elmúlt években az alábbi módon változott:
| Lakosok száma | 5222 | 5273 | 5210 |
|               | 2017 | 2018 | 2023 |